# Jelena Sergejewna Sokolowa
Jelena Sergejewna Sokolowa (russisch Елена Сергеевна Соколова; englisch Transkription Elena Sokolova; * 15. Februar 1980 in Moskau) ist eine ehemalige russische Eiskunstläuferin, die im Einzellauf startete.
Sokolowa begann das Eislaufen mit vier Jahren. Ihr erster Trainer war Wiktor Kudrjawzew beim SC Moskwitsch. Sie ging später nach Sankt Petersburg zu Alexei Mischin. 1997 bestritt sie ihre erste Weltmeisterschaft, bei der sie Achte wurde, ein Jahr später wiederholte sie dies und nahm in Nagano an ihren ersten Olympischen Spielen teil. Dort belegte sie den siebten Platz. In den Jahren von 1999 bis 2002 konnte sie sich auch aufgrund der starken nationalen Konkurrenz nicht für internationale Wettkämpfe qualifizieren. Nachdem sie sich im Sommer des Jahres 2002 bei einem Trainingsunfall eine Gehirnerschütterung zugezogen hatte, wollte sie ihre Eislaufkarriere sogar beenden. Ihre Mutter überzeugte sie jedoch anderweitig. Im Herbst 2002 ging sie zurück zu ihrem ursprünglichen Trainer Wiktor Kudrjawzew. Es sollte sich bezahlt machen, denn 2003 wurde Sokolowa erstmals russische Meisterin, dabei schlug sie sogar Irina Sluzkaja. Ihr unterlag sie dann bei der Europameisterschaft in Malmö äußerst knapp und gewann die Silbermedaille. Dies gelang ihr auch bei der Weltmeisterschaft in Washington, allerdings hinter Michelle Kwan. Es blieb ihre einzige Medaille bei Weltmeisterschaften. Bei Europameisterschaften konnte sie mit Bronze 2004 und Silber 2006 noch zwei Medaillen erringen. 2004 und 2006 wurde sie erneut russische Meisterin. Bei ihren zweiten Olympischen Spielen belegte sie in Turin den 14. Platz. 2007 beendete sie ihre Wettkampfkarriere.
Jelena Sokolowa studierte Fernsehjournalismus.

## Ergebnisse
| Wettbewerb / Jahr           | 1996 | 1997 | 1998 | 1999 | 2000 | 2001 | 2002 | 2003 | 2004 | 2005 | 2006 | 2007 |
| --------------------------- | ---- | ---- | ---- | ---- | ---- | ---- | ---- | ---- | ---- | ---- | ---- | ---- |
| Olympische Winterspiele     |      |      | 7.   |      |      |      |      |      |      |      | 14.  |      |
| Weltmeisterschaften         |      |      | 8.   |      |      |      |      | 2.   | 10.  | 7.   | 4.   | 13.  |
| Europameisterschaften       |      |      |      |      |      |      |      | 2.   | 3.   | 5.   | 2.   | 7.   |
| Juniorenweltmeisterschaften |      | 2.   |      |      |      |      |      |      |      |      |      |      |
| Russische Meisterschaften   | 6.   | 5.   | 3.   | 5.   | 6.   | 4.   | 4.   | 1.   | 1.   | 2.   | 1.   | 3.   |